# 鬼胎記
《鬼胎記》（英語：Dragonfly）是2002年的一部超自然驚悚片，由湯姆·薛狄艾克执导，布蘭登·坎普、迈克·汤普森和大衛‧謝茲编剧，故事由坎普和汤普森创作。该片由加里·巴伯（Gary Barber）、罗杰·伯恩鲍姆（Roger Birnbaum）、马克·约翰逊（Mark Johnson）以及薛狄艾克制作，主演是凯文·科斯特纳，饰演一位利用病人的瀕死經驗与已故妻子沟通的悲痛医生。影片上映后票房和口碑均表现不佳，6000万美元的制作成本仅获得5230万美元的票房收入，被评论家普遍批评为“煽情、沉闷且混乱”，并且“过于忧郁和老套”。

## 剧情
乔·达罗和艾米丽·达罗是一对在芝加哥医院工作的医生。怀孕七个月的艾米丽前往委內瑞拉，帮助亞馬遜地区的原住民。不幸的是，她所在的巴士被山体滑坡击中，坠入河中，她的遗体未能被当局找到。
乔没有给自己留下哀悼时间，就重新投入工作。一晚，他被艾米丽的蜻蜓形状的纸镇掉落并滚过房间的声音惊醒。艾米丽生前对蜻蜓充满热情，肩膀上还有一个蜻蜓形状的胎记。在儿童肿瘤科，乔开始探访艾米丽生前的病人。其中一个孩子被送来时已失去意识，乔听到孩子在叫他的名字。医护人员抢救未果，心跳图显示直线。乔靠近孩子后，他的心脏突然恢复跳动。
第二天下午，乔再次探望这名孩子，孩子问他是不是“艾米丽的乔”，还说她让他带话给乔。在病房里，有一些画着曲线形十字架的图案，但孩子不知道这代表什么。孩子提到在瀕死經驗中，他看见了一道光，还有一名女子让他看了乔的影像；而十字架图案是他在彩虹尽头看到的东西。随后，当乔路过另一个孩子的房间时，他看到同样的图案。这个孩子认出乔，还说乔必须“去彩虹那里”。
乔回到家时，发现他的鹦鹉异常暴躁，打翻了花盆，洒出的泥土形成了孩子们画出的符号。他看到一只蜻蜓飞过窗外，还短暂地看到艾米丽伸手触碰他。邻居想要让乔回归现实，但乔转而向修女玛德琳求助。玛德琳因为研究濒死体验而备受争议，她认为艾米丽确实想要从另一边与乔联系。
后来，在医院，乔与一名临床死亡的病人独处。他透过病人听到艾米丽呼唤他的名字，但无人相信他。他决定卖掉房子去度假。在整理艾米丽遗物时，灯泡突然烧坏。当他拿回新的灯泡时，所有刚收拾好的物品又回到了原来的位置。他进入厨房，发现一张地图被风吹开，上面有多个地方标注着那个符号。他从朋友那里得知，这个符号是瀑布的地图标记。乔想起一张艾米丽在瀑布前拍的照片，背景有一道彩虹。
乔前往艾米丽出事的地方。他的飞行员维克托带他到遇难者的坟墓附近的一个部落村庄。乔拿出照片，询问向导是否知道艾米丽的埋葬地点。向导争论着是否应该带乔去村庄。乔的注意力转向了村庄，他跑了过去，来到悬崖边，看见下方河里的巴士。乔跳入河中，进入被淹一半的巴士，导致巴士完全沉入水中。被困在巴士中时，乔看到一阵光芒填满车厢，艾米丽出现，伸手触碰他。他看到艾米丽最后时刻的画面：她在事故中幸存，被附近的亚诺马米人救起。随后，乔被维克托救出。
乔跑向村庄，被当地拿着武器的男人包围。他举起艾米丽的照片。一名当地人告诉他，他们无法救艾米丽的身体，但救了她的灵魂。困惑之下，乔跟随一名当地女子进入小屋，发现一个摇篮里的女孩——艾米丽怀着的孩子，她在事故中幸存。女孩身上有一个蜻蜓形状的胎记。乔抱起女儿，终于明白艾米丽想传达的信息。一段时间后，乔和他的女儿一起玩耍，女儿已经是一个有着金色波浪卷发的小女孩，与艾米丽十分相似。

## 演员
- 凯文·科斯特纳 饰 乔·达罗医生
- 苏珊娜·汤普森（Susanna Thompson）饰 艾米丽·达罗医生
- 喬·蒙頓（Joe Morton）饰 休·坎贝尔
- 罗恩·里夫金（Ron Rifkin）饰 查理·狄金森
- 凱西·貝茲 饰 米里亚姆·贝尔蒙特
- 琳达·亨特 饰 玛德琳修女
- 雅各布·瓦尔加斯（Jacob Vargas）饰 维克托
- 小罗伯特·贝利（Robert Bailey, Jr.）饰 杰弗里·里尔登
- 杰伊·托马斯（Jay Thomas）饰 哈尔
- 麥特·卡文（Matt Craven）饰 埃里克
- 麗莎·班斯（Lisa Banes）饰 弗洛拉
- 凯西·比格斯（Casey Biggs）饰 尼尔·达罗
- 莱斯利·霍普（Leslie Hope）饰 沙瑞斯·达罗
- 彼得·汉森（Peter Hansen）饰 菲利普·达罗

## 制作
项目最初由米高梅启动，剧本以六位数的价格被购入，成功击败试图竞标的试金石。当米高梅对7500万美元的预算表示不确定时，剧本被搁置，随后由Shady Acres Entertainment重新获得国内发行权，这些发行权又被环球影业收购。同时，Spyglass Entertainment处理了海外预售，类似于《第六感》的安排，而《第六感》的成功帮助《鬼胎記》获得了足够的支持进入制作阶段。凯文·科斯特纳于2000年9月开始谈判出演该片。

## 发行
《鬼胎記》的制作预算为6000万美元，但全球票房仅5230万美元，被认为是一枚票房炸弹。

## 家庭媒体
该片于2002年7月30日由环球影业家庭影片（Universal Studios Home Video）发行DVD。

## 评价
根据评论汇总网站爛番茄的数据，125位影评人中仅7%给予该片好评，平均评分为3.65/10。评论共识是：“煽情、沉闷且混乱，《鬼胎記》过于忧郁和老套，难以带来多少悬念感。”Metacritic上，该片评分为25分（满分100分），显示“普遍不受欢迎的评价”。

## 翻拍
该片在2003年被改编为印度电影，名为《人鬼情深》。